# Villanueva (ort i Honduras, Departamento de Cortés, lat 15,32, long -88,00)
Villanueva är en ort i Honduras.   Den ligger i departementet Departamento de Cortés, i den västra delen av landet, 160 km nordväst om huvudstaden Tegucigalpa. Villanueva ligger 151 meter över havet och antalet invånare är 31 571.
Terrängen runt Villanueva är huvudsakligen kuperad, men åt sydost är den platt. Terrängen runt Villanueva sluttar österut. Runt Villanueva är det tätbefolkat, med 286 invånare per kvadratkilometer. Närmaste större samhälle är La Lima, 15,7 km nordost om Villanueva. Omgivningarna runt Villanueva är en mosaik av jordbruksmark och naturlig växtlighet.